# Рыдченко, Иван Пантелеевич
Иван Пантелеевич Рыдченко (1917—2010) — советский государственный деятель, контр-адмирал (1973).

## Биография
Родился 1 января 1917 года в деревне Долиновка Области Войска Донского в рабочей семье.
В 1929 году окончил четыре класса школы, в 1933 году — семь классов, а 1934 году — школу ФЗУ в посёлке Алмазное Кадиевского района Луганской области. После этого работал слесарем на заводе «Сталь» в Алмазном. В 1935—1939 годах учился в металлургическом техникуме города Енакиево. В октябре 1939 года Иван Рыдченко поступил в Ленинградское военно-морское политическое училище (ныне Ленинградское военно-инженерное училище); однако, не доучившись, с началом Великой Отечественной войны был направлен в органы 3-го Управления Народного комиссариата ВМФ СССР.
Член ВКП(б) с 1941 года. С 25 июня 1941 года служил в военной контрразведке на Балтийском флоте, начав с оперуполномоченного 3-го отдела по военно-морской базе Ханко. В декабре этого же года был направлен на курсы подготовки оперативного состава при 3-м отделе и после их окончания, с февраля 1942 года был оперуполномоченным 5-го отделения Особого отдела НКВД по Балтийскому флоту, с апреля 1943 года — старший оперуполномоченный Отдела контрразведки СМЕРШ по Кронштадтской военно-морской базе. Затем И. П. Рыдченко временно исполнял должность заместителя начальника, позже став заместителем начальника, а с ноября 1944 года — начальником 1-го отделения ОКР СМЕРШ по Кронштадтскому морскому оборонительному району. С декабря 1945 года являлся заместителем начальника ОКР СМЕРШ по Либавской военно-морской базе, а с октября 1947 года — заместитель начальника Отдела контрразведки МГБ по Свинемюндской военно-морской базе.
С февраля 1950 Рыдченко работал начальником ОКР МГБ по 66-му отдельному дивизиону ремонтирующихся кораблей 4-го ВМФ, с мая 1951 года — заместитель начальника ОКР МГБ по эскадре 4-го ВМФ, с апреля 1953 года — начальник ОКР МВД по Либавской военно-морской базе, с марта 1956 года — начальник 2-го сектора Особого отдела КГБ по Балтийскому флоту. В 1958 году в звании полковника он заочно окончил Высшую школу КГБ СССР (в настоящее время Академия Федеральной службы безопасности России) по специальности «юрист-правовед».
После этого Иван Пантелеевич с 1958 по 1972 год работал в Особых отделах КГБ: по Восточно-Балтийской флотилии, 28-й армии Белорусского военного округа, Прикарпатского военного круга, по Группе советских войск в Объединённой Арабской Республике. С ноября 1972 года по 1977 год он был начальником Особого отдела КГБ по Тихоокеанскому флоту.
Умер 3 мая 2010 года в Москве. Был похоронен на Троекуровском кладбище города.
Был награждён орденом Отечественной войны II степени (1945), тремя орденами Красной Звезды (1944, 1954, 1967) и орденом «За службу Родине в Вооруженных Силах СССР» III степени (1977), а также многими медалями. Удостоен нагрудных знаков «Почетный сотрудник госбезопасности» (1967) и «50 лет ВЧК-КГБ» (1967).
В Российском государственном архиве ВМФ имеются документы, относящиеся к И. П. Рыдченко.